# Herregårde i Danmark
En herregård eller hovedgård var i Danmark en større gård, der tilhørte en adelsmand, og som var fri for almindelige skatter. Oprindelig var hovedgårdens stilling alene knyttet til ejerforholdet, senere blev skattefriheden knyttet til et vist jordtilliggende. Hovedgårde havde foruden egen jord et større eller mindre antal fæstegårde, hvis brugere (fæstere) var forpligtede til dels at betale landgilde til, dels at yde hoveri for hovedgårdens ejer. Et sådant samlet ejerskab af hovedgård med eller uden ladegård og fæstegårde betegnes som et gods. Senere fik gods en bredere betydning og betegner nu enhver gård af en størrelse over 24 tønder hartkorn.
Betegnelsen herregård stammer fra, at ejerne var herremænd, det vil sige mænd, der havde forpligtet sig til at gøre krigstjeneste for en herre – som oftest kongen. Efter middelalderen kom betegnelsen adel i brug om denne gruppe i samfundet.
I nærværende artikel og i kategorier mm. anvendes Dansk Center for Herregårdsforsknings definition på en herregård som en gård, der har haft hoved- eller sædegårdsstatus og derfor nydt forskellige privilegier. Ved anvendelse af denne definition findes der ca. 770 herregårde i Danmark. Af disse er lidt over 300 herregårde underlagt bygningsfredning. Den højeste koncentration af herregårde findes på Fyn, mens det er på Sjælland, at godserne er størst.
En del danske større godser, proprietærgårde og landsteder, f.eks. Nivågård, Egebaksande, Løndal, Rye Nørskov og Clasonsborg, kaldes ofte fejlagtigt herregårde, selvom ejendommene ikke har haft sæde- eller hovedgårdsstatus.

## Hovedgårdenes historie

### Ældre Middelalder (indtil 1348)
Allerede i vikingetiden ses, at gårde kunne have uens størrelse, og i digtet "Rigs vandring" fortælles om et tredelt samfund bestående af en ufri stand (trællene), en fri bondestand og en stand af frie og særligt velhavende, stormændene. I det tidlige middelaldersamfund var det kongemagten, der stod som den, der sikrede freden og retsvæsenet, og i Knud den Helliges gavebrev af 1085 bestod en stor del af gaven af jordegods, som stormænd havde betalt kongen for at genkøbe deres fred. Kong Niels fik ret til bøderne for ledingsbrud, hvilket vil sige, at kongen indtog en ledende rolle i ledingsvæsenet. Fra samme tid stammer princippet om, at kongen ejer alt, som ingen anden har udtrykkelig ejendomsret til (danefæ), desuden forstrande samt alle vrag, der drev ind på stranden, og i Kong Valdemars Jordebog fra omkring 1230 ses, at store, tidligere herreløse skovområder nu hørte under krongodset. Det var imidlertid hirden, der afspejlede kongens faktiske magt. Gennem hirdens udvidelse og omdannelse blev kongens magt formelt mangedoblet: fra i begyndelsen at have været kongens livgarden, der fulgte ham på rejserne fra kongsgård til kongsgård, begynder hirdmænd at optræde som kongens ombudsmænd, hans stedlige stedfortrædere i de enkelte herreder. Dermed lagdes grunden til den forvaltningsordning, som siden blev en del af hovedgårdsejernes virke.
Omkring år 1200 skete der en forandring i ordningen af landets forsvar: den tidligere ledingspligt, der havde omfattet alle frie bønder, blev nu indskrænket til en mindre gruppe, idet andre bønder lagde sig ind under disse og dermed fritog sig fra ledingspligten. Til gengæld mistede de selvbestemmelsesretten og blev fæstere. Med tiden voksede skellet mellem herremænd og fæstere og befæstes i form af hovedgårde, der fritoges for almindelig beskatning. I begyndelsen adskilte disse hovedgårde sig ikke fra fæstegårdene, men med herremændenes tiltagende magt. og rigdom tiltog også uligheden mellem hovedgårde og fæstegårde. Som følge af den tildelte skattefrihed for den jord, der blev drevet af herremændene (eller rettere: på deres vegne), var det i disses interesse at få mest mulig jord omfattet af skattefriheden. Dette skete ved at omordne hovedgården således, at den jord, der ikke kunne drives af selve hovedgården, i stedet blev lagt ind under og drevet som en brydegård (forvaltergård), mens fæstegårdene blev skåret ned til gårdsæder, der kun havde et beskedent jordtilliggende og kun knapt nok kunne brødføde den bosatte familie. I takt med, at jordsamlingen fortsatte under få, men stadig større godser, blev denne bryde-gårdsæde-drift stadig mere udbredt. Man har opgjort, at Hvideslægten på Sorø-egnen ejede mere end halvdelen af jorden, mens selvejergårdenes andel udgjorde mindre end en fjerdedel.
I takt med møllevæsenets udvikling i middelalderen blev ejerskabet til en vandmølle eller en stubmølle en vigtig del af godsopbygningen. Fra 1300-tallet omtales ofte adelige møller, således ved arveskifter eller handel med hovedgård og gods, hvor møller altid havde en fremtrædende plads:
- allerede 1135 omtales Maglemølle ved Næstved, en vandmølle tilhørende Bodil-slægten[9],
- 1326 Rønninge Søgård med Bjerne mølle,
- 1372 Nielstrup hovedgård med Voltemølle og Ågårds møllested,
- 1376 Tange hovedgård med Tange mølle. [10]

### Yngre Middelalder: Krisetid og omstilling (1348-1536)
Omkring midten af 1300-tallet ramtes hele Vesteuropa af byldepest, den sorte død. Pesten kom i bølger, første gang 1348-50. Virkningen af denne var, at folk døde i tusindvis, og som følge heraf lagdes gårde, ja hele landsbyer, øde. Ødegårde, jordprisfald og landgildenedgang medførte en omlægning af landbebyggelsen til færre, men større fæstegårde. Et stort antal torper og rydningsbyer blev i forbindelse hermed nedlagte.
I takt med det voksende antal ødegårde blev hovedgårdene tvunget til at omlægge driften for derved at opnå fæstegårde, der kunne brødføde en familie. Dette skete blandt andet ved dels at afvikle ordningen med brydegårde, dels ved at "egalisere" (ligestille) fæstegårde beliggende i samme landsby således, at de alle skulle yde samme landgilde og hoveri til hovedgården. Mange mindre hovedgårde blev i 1400-tallet underlagt større hovedgårde og efterfølgende omdannet til almindelige fæstegårde.
Indtil landbokrisen havde hovedgårdene som regel ligget i landsbyerne. Fra omkring 1400 skete der en fysisk adskillelse, idet hovedgårdenes jorder udskilles fra fæstegårdenes i et særskilt "enemærke" og hovedgårdene flyttes ud af landsbyerne, ofte til områder med eng og skov. 
Ved en forordning af 1523 blev det forbudt at opsige fæstere, hvorved muligheden for at nedlægge fæstegårde med henblik på at oprette hovedgårde blev formindsket. Det er for Vendsyssels vedkommende opgjort, at af 64 hovedgårde, der fandtes 1682, var 14 oprettet før ca. 1400, 30 oprettet ca. 1400-ca. 1525, og 20 oprettet ca. 1525-ca. 1682.
Ved reformationen fandtes 7-800 hovedgårde i kongeriget fraset hertugdømmerne.

### Renæssancen (1536-1625)
Det Danmark, der i 1536 fremstod af borgerkrigens og grevefejdens kaos, var i høj grad præget af krigens hærgninger, dels de egentlige krigshandlinger, dels de hårde skatteudskrivninger og plyndringer. Ikke desto mindre lykkedes det ret hurtigt ikke blot at udbedre skaderne men tillige at bringe landet ind i en tid med velstand og fremgang. Baggrunden herfor var en stærkt stigende efterspørgsel efter fødevarer i Vest- og Mellemeuropa, hvilket atter hang sammen med en voksende befolkning, ikke mindst i byerne. Det lykkedes kong Christian 3. og hans dygtige rådgivere, blandt andre kansleren Johan Friis og rentemesteren Eskil Oxe at udnytte de gode tilstande til rigets fordel. Især studehandelen oplevede et opsving, hvilket atter betød, at de store kvægopdrættere – kronen og hovedgårdene – tjente gode penge på at sende stude sydover til Hamborg, Lybæk og Stade, hvorfra de fortsatte til Oldenborg, Rhinlandet, Holland eller Brabant. Denne udvikling blev begunstiget af, at der allerede ved Christian 2.s landlov fra 1521 var givet forbud mod udførsel af græsøksne, og ved forordning af 15. juli 1524 blev givet adelen, bisperne og kronen eneret til at opfede stude på indkøbt foder mens andre måtte nøjes med det foder, man selv havde avlet. Da hovedgårdene ikke selv havde staldplads nok til de mange dyr, pålagdes fæstebønderne at holde kreaturerne i deres stalde som fodernød, foderokse eller staldokse.
Stordriften: Kendetegnende for driften af adelens herregårde var i denne tid dels en forøgelse af hovedgårdenes marker, blandt andet ved nedlæggelse af bøndergårde og undertiden hele landsbyer, dels forøget hoveri hvilket blev opnået ved at oprette et stort antal hoverigørende huse og ved at "egalisere" det vil sige ligestille gårdene i de enkelte landsbyer med hensyn til landgilde og hoveri, ligesom man søgte at samle godsejendommen inden for samme sogn, hvor godset lå, idet bønderne derved fik status af "ugedagstjenere", som var fritaget for skat til kronen på grund af deres hoveriydelser. Endelig synes hovedgårdene efter evne at have inddraget enge og skove, hvorved disse områder kom under hovedgårdenes styring. Som eksempel på de forandringer, der gennemførtes, kan nævnes tiltage foretaget af Johan Friis (1494-1570). Først samlede han efter evne hele Hesselager sogn (omkring 80 gårde) under Hesselagergård. 1527 opnåede han patronatsret til kirken, hvorved han fik ret til at udnævne præsten og oppebære kirkens indtægter mod at sikre dens vedligeholdelse. 1532 fik han sognet fritaget for kongelige skatter. 1539 opnåede han birkeret, retten til at udnævne en birkedommer og udskille Hesselager sogn som en egen retskreds. I 1544 fik han kongelig stadfæstelse på sine besiddelser og rettigheder omfattende hele Hesselager sogn: "intet undtaget alle vegne til markeskel er fornævnte Johan Friis enemærke og fri birk og ejendom". Som kronen på værket opførte han hovedbygningen Hesselagergård og egaliserede landsbyerne i sognet efter en ordning med hele og halve gårde. Samtidig nybyggede han herregården Borreby på Sjælland og nedlagde de andre gårde i landsbyen af samme navn og inddrog jorden under hovedgården.
Møllerne udgjorde ofte en vigtig del af adelens godssamlinger og for at opnå størst mulig udbytte af dem fik godsejere og lensmænd undertiden gennemført mølletvang, det vil sig pålagt kronens bønder at søge til en bestemt mølle.

### Krige, kriser og epidemier (1625-1660)
Den fremgang, som landet oplevede i de første menneskealdre efter reformationen, vendte til en stadig mere alvorlig krise fra midten af 1620-erne. Baggrunden herfor var ikke mindst udenrigspolitikken, hvor landets inddragelse i Kejserkrigen (1627-1629), Torstenson-krigen (1643-1645) og sidst – og værst – Karl Gustav-krigene (1657-1660) påførte landet skader og ulykker af et ufatteligt omfang.
Allerede 1654-55 blev dele af landet ramt af pest, og under Karl Gustav-krigene ramtes landet af en ny bølge. Folk døde i tusindvis, utallige prøvede at flygte, og i et forsøg på at bekæmpe sygdommens spredning lod de polske hjælpetropper et stort antal gårde afbrænde. Virkningen af dette var, at ødegårde og øde tomter bredte sig overalt i landet. Utallige gårde var "ruineret". Særlig hårdt ramt var egnen omkring Kongeåen, men hele grænseområdet mellem Nørrejylland og Sønderjylland blev ramt: i Hygum Sogn døde 504 personer (77%), i Øster Løgum Sogn 232 (35%), i Næsbjerg-Øse Sogn 186 (36%), i Grimstrup Sogn 168 (42%). Ved matriklen 1662 var af bondegårdene i Malt herred, Slaugs herred og Tørrild herred mere end halvdelen øde, i Anst herred, Jerlev herred og Nørvang herred mere end 40%. Nok lykkedes det i årene efter krigen at få genbesat og genopbygget mange af de øde gårde og steder med folk fra Jyllands nordvestlige dele, men ødegårdsfænomenet lod sig mærke i årtier. Endnu i 1687 var omkring 12% eller hver ottende gård endnu øde. Også købstæder blev hårdt ramt af pesten, især Ribe, Varde, Fredericia, Vejle, Horsens, Kolding og Åbenrå. Det er beregnet, at omkring en sjettedel (14-17%) af alle kongerigets indbyggere (omkring 110-120.000 af i alt omkring 800.000 indbyggere) døde under krigen.

### Enevælden indtil landboreformerne (1660-1780)
Efter enevældens ændredes snart vilkårene for hovedgårdenes drift. Allerede ved salget af krongodset var åbnet mulighed for at give køberne de samme rettigheder som hovedgårdene hidtil havde haft. 1682 blev det forbudt at inddrage bøndergårde under hovedgårdenes drift. Samtidig blev skattefriheden indskrænket til "komplette" hovedgårde, det vil sige hovedgårde med mindst 200 tdr. htk. bøndergods (svarende til 30-40 bøndergårde) inden for en afstand af 2 mil fra gården. Dermed mistede mange tidligere hovedgårde skattefriheden og genvandt den ikke siden. Med Christian V.s greve- og friherreprivilegier fra 1671 og Danske Lov fra 1683 blev det tilladt at oprette stamhuse med mindst 400 tdr.htk. Stamhuse med 1000 og 2500 tdr. htk. kunne oprettes til henholdsvis baronier og grevskaber, der fik skattefrihed for 100 henholdsvis 300 tdr. htk. bøndergods; i alt oprettedes 32 grevskaber og baronier.
Der er lavet et undersøgelse af ejendomsforholdene vedrørende danske hovedgårde med jordtilliggender i 1700-tallet:
| Oversigt over ejendomsfordelingen i Kongeriget 1730, 1746 og 1766 | Oversigt over ejendomsfordelingen i Kongeriget 1730, 1746 og 1766 | Oversigt over ejendomsfordelingen i Kongeriget 1730, 1746 og 1766 | Oversigt over ejendomsfordelingen i Kongeriget 1730, 1746 og 1766 | Oversigt over ejendomsfordelingen i Kongeriget 1730, 1746 og 1766 | Oversigt over ejendomsfordelingen i Kongeriget 1730, 1746 og 1766 | Oversigt over ejendomsfordelingen i Kongeriget 1730, 1746 og 1766 | Oversigt over ejendomsfordelingen i Kongeriget 1730, 1746 og 1766 | Oversigt over ejendomsfordelingen i Kongeriget 1730, 1746 og 1766 | Oversigt over ejendomsfordelingen i Kongeriget 1730, 1746 og 1766 | Oversigt over ejendomsfordelingen i Kongeriget 1730, 1746 og 1766 |
| År                                                                | Borgerlige antal gårde                                            | Borgerligt hartkorn                                               | Adelige antal gårde                                               | Adeligt hartkorn i alt                                            | Gammel adels antal gårde                                          | Gammel adels hartkorn                                             | Ny dansk adels antal gårde                                        | Ny dansk adels hartkorn                                           | Fremmed adels antal gårde                                         | Fremmed adels hartkorn                                            |
| ----------------------------------------------------------------- | ----------------------------------------------------------------- | ----------------------------------------------------------------- | ----------------------------------------------------------------- | ----------------------------------------------------------------- | ----------------------------------------------------------------- | ----------------------------------------------------------------- | ----------------------------------------------------------------- | ----------------------------------------------------------------- | ----------------------------------------------------------------- | ----------------------------------------------------------------- |
| I alt 1730                                                        | 237                                                               | 58.089                                                            | 471                                                               | 195.364                                                           | 233                                                               | 90.971                                                            | 137                                                               | 55.086                                                            | 101                                                               | 49.305                                                            |
| Sjælland                                                          | -                                                                 | 12.207                                                            | 84                                                                | 40.448                                                            | 23                                                                | 11.943                                                            | 34                                                                | 14.180                                                            | 27                                                                | 14.325                                                            |
| Lolland-Falster                                                   | -                                                                 | 1.446                                                             | 39                                                                | 18.316                                                            | 24                                                                | 9.967                                                             | 6                                                                 | 4.136                                                             | 9                                                                 | 4.213                                                             |
| Fyn                                                               | -                                                                 | 11.390                                                            | 88                                                                | 37.593                                                            | 53                                                                | 20.873                                                            | 10                                                                | 4.418                                                             | 25                                                                | 12.302                                                            |
| Nørrejylland                                                      | -                                                                 | 33.046                                                            | 260                                                               | 99.005                                                            | 133                                                               | 48.188                                                            | 87                                                                | 32.352                                                            | 40                                                                | 18.465                                                            |
| I alt 1746                                                        | 282                                                               | 75.422                                                            | 432                                                               | 182.934                                                           | 190                                                               | 75.762                                                            | 135                                                               | 55.196                                                            | 107                                                               | 51.978                                                            |
| Sjælland                                                          | -                                                                 | 17.719                                                            | 77                                                                | 39.440                                                            | 18                                                                | 8.311                                                             | 31                                                                | 16.603                                                            | 28                                                                | 14.526                                                            |
| Lolland-Falster                                                   | -                                                                 | 2.743                                                             | 35                                                                | 15.869                                                            | 18                                                                | 6.885                                                             | 2                                                                 | 2.111                                                             | 15                                                                | 6.873                                                             |
| Fyn                                                               | -                                                                 | 13.710                                                            | 84                                                                | 35.170                                                            | 48                                                                | 19.910                                                            | 11                                                                | 3.835                                                             | 25                                                                | 11.425                                                            |
| Nørrejylland                                                      | -                                                                 | 41.256                                                            | 236                                                               | 92.455                                                            | 106                                                               | 40.656                                                            | 91                                                                | 32.647                                                            | 39                                                                | 19.154                                                            |
| I alt 1766                                                        | 311                                                               | 81.164                                                            | 420                                                               | 181.183                                                           | 186                                                               | 72.915                                                            | 117                                                               | 52.216                                                            | 117                                                               | 56.054                                                            |
| Sjælland                                                          | -                                                                 | 13.367                                                            | 92                                                                | 46.269                                                            | 19                                                                | 7.268                                                             | 35                                                                | 20.976                                                            | 38                                                                | 18.025                                                            |
| Lolland-Falster                                                   | -                                                                 | 1.279                                                             | 39                                                                | 15.869                                                            | 19                                                                | 7.018                                                             | 2                                                                 | 2.111                                                             | 18                                                                | 8.204                                                             |
| Fyn                                                               | -                                                                 | 11.444                                                            | 96                                                                | 39.577                                                            | 54                                                                | 20.505                                                            | 15                                                                | 6.440                                                             | 27                                                                | 12.632                                                            |
| Nørrejylland                                                      | -                                                                 | 55.074                                                            | 193                                                               | 78.004                                                            | 94                                                                | 38.124                                                            | 65                                                                | 22.689                                                            | 34                                                                | 17193                                                             |

Oversigten viser, at en tredjedel af hovedgårdene i 1730 tilhørte borgerlige, en tredjedel tilhørte danske adelsfamilier fra før enevældens indførelse, mens en sjettedel var nye, ophøjede adelsfamilier og endnu en sjettedel udgjordes af ikke-danske eller fremmede ejere. Det ses, at de borgerlige besiddelser gik frem, hvorimod adelen gik tilbage efter 1746 – ikke mindst den gamle adel og de nyadlede danske hovedgårdsejere. Påfaldende er fremgangen i ikke-danske adelsbesiddelser på Lolland-Falster i 1700-tallet. Påfaldende er også de overordnede forskydninger: adelsbesiddelserne gik frem på Sjælland og Fyn, var nogenlunde uændrede på Lolland-Falster (først tilbage, så atter frem), mens tilbagegangen i Nørrejylland var ret stor. Disse forskydninger i ejendomsfordelingen var næppe uden betydning for de senere landboreformer, idet det ikke mindst var den fremmede adel, der bistod ved de love, som banede vejen for landsbyernes udskiftning, gårdenes udflytning, selvejets indførelse, folkeskolens indførelse med videre.
Under enevælden kom hovedgårdene ofte til at spille en væsentlig rolle i den offentlige samfundsforvaltning. Da jorderne til de enkelte godser ofte lå mere eller mindre samlede, var det muligt at oprette en samlet retskreds, birket, for godsets område. Her skulle retssager afgøres. Ligeledes udgjorde godserne forvaltningsenhed ved skiftesager. Herfra var skridtet ikke langt til at lade godset forestå inddrivelsen af skatter – såvel de ordinære som de extraordinære – og vel at bemærke under ansvar således, at godset selv skulle dække de manglende betalinger fra fæstebønderne. Da bønderne ofte kunne have vanskeligheder ved at udrede skatterne, kunne det blive en tung byrde for hovedgårdene. Ligeledes kom hovedgårdene til at spille en rolle i forbindelse med udskrivninger af bønderkarle til soldatertjenesten. Det skulle dog vise sig, at der her kunne være modsætninger mellem godsets og de statslige interesser: godset ville jo helst ikke undvære de bedste mulige nye fæstere, men kunne omvendt udnytte en mulig soldatertjeneste til at presse karle til at tage fæste. Med tiden viste det sig, at der var flere ulemper end fordele forbundne med brugen af hovedgårdene ved den offentlige forvaltning, og dette bidrog til afviklingen af hele ordningen under og efter landboreformerne.

### Senere udvikling
Tidsrummet fra 1818 til 1828 var præget af en landbrugskrise, som betød, at mange godsejere gik konkurs. De godser, der kom helskindet igennem krisen, var oftest de i forvejen store enheder.
Grundloven af 1849 foreskrev: "Intet len, stamhus, fideikommisgods eller andet familiefideikommis kan for fremtiden oprettes." Alligevel oplevede herregårdene i anden halvdel af 1800-tallet en guldalder – både politisk og økonomisk. Politisk, fordi godsejerstanden med "den gennemsete Grundlov" af 1866 fik en styrket position i Landstinget og dermed i dansk politik generelt, og økonomisk, eftersom landbruget oplevede gode tider i anden halvdel af 1800-tallet. Fra 1866 og indtil systemskiftet var de fleste ministre godsejere. Det var også i denne periode, at mange herregårde fik opført imponerende nye hovedbygninger.
Den definitive afslutning på denne gode periode var lensafløsningen i 1919, der medførte, at mange godser skiftede hænder, og at en del blev overtaget af Statens Jordlovsudvalg.
Efter besættelsen blev en håndfuld godser konfiskeret af den danske stat, idet deres tyske ejere blev anset for at have været tyskvenlige. Det drejede sig om bl.a. Fussingø, Harrestedgård, Hellebækgård og Kalø Hovedgård. Beslutningen var kontroversiel, og nogle af disse ejere ønsker stadig deres ejendom tilbageleveret.
I 1970'erne foretog arkitekt Steen Estvad Petersen en registrering af arkitektur- og landskabsværdier på de danske herregårde, der udkom i 1980: Danske herregårde. Bygninger – haver – landskaber.
Med industrialiseringen af landbruget i anden halvdel af 1900-tallet er mange bygninger på godserne blevet overflødige. Flere har påpeget, at de kulturarvsmæssige helheder risikerer at lide skade. I 2008 lancerede fonden Realdania det femårige projekt Fremtidens Herregård, som undersøger, hvordan funktionstømte bygninger på de danske herregårde kan få nyt liv.
På Finansloven blev der i 2007-2010 årligt afsat 6 mio. kr. til restaurering af fredede herregårde. Puljen blev administreret af Kulturarvsstyrelsen.

### Hjemmesider
- Danske slotte og herregårde
- Dansk Center for Herregårdsforskning (her findes fyldige bibliografier)
- Danske Herregaarde
- Fremtidens Herregård

## Lister over herregårde efter amt
- Herregårde i Bornholm Amt
- Herregårde i Frederiksborg Amt
- Herregårde i Haderslev Amt
- Herregårde i Hjørring Amt
- Herregårde i Holbæk Amt
- Herregårde i København Amt
- Herregårde i Maribo Amt
- Herregårde i Odense Amt
- Herregårde i Præstø Amt
- Herregårde i Randers Amt
- Herregårde i Ribe Amt
- Herregårde i Ringkøbing Amt
- Herregårde i Roskilde Amt
- Herregårde i Skanderborg Amt
- Herregårde i Sorø Amt
- Herregårde i Svendborg Amt
- Herregårde i Sønderborg Amt
- Herregårde i Thisted Amt
- Herregårde i Tønder Amt
- Herregårde i Vejle Amt
- Herregårde i Viborg Amt
- Herregårde i Åbenrå Amt
- Herregårde i Ålborg Amt
- Herregårde i Århus Amt